# عيسى قاسم عيسى
عيسى قاسم عيسى (بالإنجليزية: Issa Kassim Issa)‏ هو سياسي تنزاني، ولد في 18 يناير 1957. انتخب عضو الجمعية الوطنية لتنزانيا.